# Ute Quast
Ute Quast (* 24. Oktober 1934 in Erfurt) ist eine deutsche Medizinerin und Sachbuchautorin.
Nach ihrem Abitur 1955 in Düsseldorf begann sie in Göttingen ein Medizinstudium, das sie 1960 in Marburg mit dem Medizinischen Staatsexamen abschloss. Ihre Approbation und Promotion schrieb sie 1963 über ein pharmakologisches Thema. 1994 bekam sie ihr Diplom für pharmazeutische Medizin (PharmMed).
Ihre berufliche Laufbahn umfasste klinische Tätigkeiten in Marburg, Frankenberg und Siegen, Arbeiten in der Serologie und Mikrobiologie in den Hygiene-Instituten Fulda und Marburg, Unterrichtstätigkeit an der Hebammenlehranstalt und Krankenpflegerschule der Universität Marburg und den Aufbau und die Leitung der Abteilung Arzneimittelsicherheit der Behringwerke AG, Marburg. Seit 1995 ist sie Mitarbeiterin des Deutschen Grünen Kreuzes e.V. (DGK) und dort tätig als Fachberaterin Impfstoffe, Lektorin für Impfempfehlungen, Ärztefortbildung und verantwortlich für die Reise-Impfsoftware IBERA aus ärztlicher Sicht.
Nebenher ist sie mehrere Jahre in der Leitung des Ausschusses Arzneimittelsicherheit in der Deutschen Gesellschaft für Pharmazeutische Medizin (DGPharmMed) und viele Jahre Schriftführerin im Vorstand des Deutschen Ärztinnenbundes e.V. (DÄB), zurzeit im Vorstand des Forum 60plus im DÄB.
Quast ist geschieden und hat vier Söhne.

## Publikationen
- Hundert und mehr knifflige Impffragen. 4. Auflage. Hippokratesverlag, 1999.
- mit W. Thilo und R. Fescharek: Impfreaktionen – Bewertung und Differentialdiagnose. 2. Auflage. Hippokratesverlag, 1997.
- mit S. Ley: Impfen im Dialog. 3. Auflage. Kilian Verlag, Marburg 1999.
- Mitarbeit bei Hagers Handbuch der pharmazeutischen Praxis. Springer-Verlag, 1990 und 1995 (Ergänzungsband), Kapitel Impfpläne
- Mitarbeit bei HNO Praxis heute. Band 15, Springer-Verlag, 1995, Kapitel Impfungen gegen Virusinfektionen
- Mitarbeit bei Vor Infektionen schützen. 4. Auflage. 2002. Texte und Materialien der Bundesärztekammer
- Mitarbeit bei H.-J. Schmitt, C. Hülße, W. Raue (Hrsg.): Schutzimpfungen 2003. Infomed-Verlag, Berlin 2003.
- Mitarbeit bei der Neuerstellung des Handbuch der unerwünschten Arzneimittelwirkungen. Gustav Fischer Verlag, 1990.
- Mitarbeit bei P. U. Witte u. a. (Hrsg.): Ordnungsgemäße klinische Prüfung. 1.–3. Auflage. E. Habicht Verlag, Fürth, Thema Überwachung von Nebenwirkungen
- Viele weitere Publikationen zu EDV-Erfassung von Nebenwirkungen, Nebenwirkungsanalysen (vor allem bei Impfungen), zu Impfstoffen, Sonderimpfungen, Reiseimpfungen, Impfungen und Allergie
- Mitarbeit bei mehreren Ärztemerkblättern des Deutschen Grünen Kreuzes
- Der Goldige Muck. Belletristik. Verlag im Kilian, 2004.